# 倪天增
倪天增（1937年—1992年），浙江宁波人，前上海市人民政府副市长。

## 生平
祖籍浙江嘉善，生于宁波。年少時考入浙东宁波中学，1956年从宁波中学毕业考入清华大学。1962年，加入中国共产党。1962年，毕业于清华大学建筑系。曾先后担任华东工业建筑设计院助理的技术员，华东工业建筑设计院第一设计室副主任，上海工业建筑设计院四室主任工程师，上海工业建筑设计院副总建筑师，上海工业建筑设计院副院长。1982年，担任上海市城市规划建筑管理局局长助理。1982年，评为高级建筑师。1983年，出任上海市人民政府副市长。任期内主持设计、审定了上海多项重大建设工程。1992年6月，因突发性心肌梗塞逝世，终年54岁。
倪天增并是上海市第七至八届人大代表，并是中共上海市第五次代表大会的代表。

## 荣誉
- 1992年11月，被上海市人民政府追授为上海市市政建设特等科技功臣。
- 2006年，浙江省嘉善县西塘镇的倪天增祖居被改建为“勤政廉政教育基地”，用来纪念倪天增。

## 评价
- “一生正气栉风沐雨替人民住行奔走鞠躬尽瘁，两袖清风蹈火涉水为城市建设操劳死而后己”

## 著作
- 《伟大的跨世纪工程》
- 《上海与水》